# Génesis (película)
Génesis  es una película documental, coproducida entre  Italia y Francia  dirigida por Claude Nuridsany y Marie Pérennou en 2005.

## Sinopsis
A través del lenguaje evocador del mito y la fábula, y mezclando humor, seriedad, inocencia y sabiduría, un "griot" (algo así como un trovador) africano cuenta el nacimiento del universo y las estrellas, así como los ardientes comienzos de nuestro planeta y la aparición de la vida. La materia, el nacimiento, el amor y la muerte. Un particular Génesis con los animales como protagonistas. Seis años han tardado los creadores de "Microcosmos" en acabar este documental. 

## Comentario
Los realizadores Claude Nuridsany y Marie Pérennou se embarcan en esta ocasión en un viaje que les lleva, a través de leyendas y tradiciones, al principio de la vida sin menoscabar en los principios científicos de todo ello.